# Portengen-Noordeinde
Portengen-Noordeinde ook Noordeinde van Portengen, Portengen-Nijenrodesgerecht, Portengen-Dinckelsgerecht, Portengen-Lettesgerecht of Portengen-Pieksgerecht, was een gerecht in de huidige gemeente Stichtse Vecht

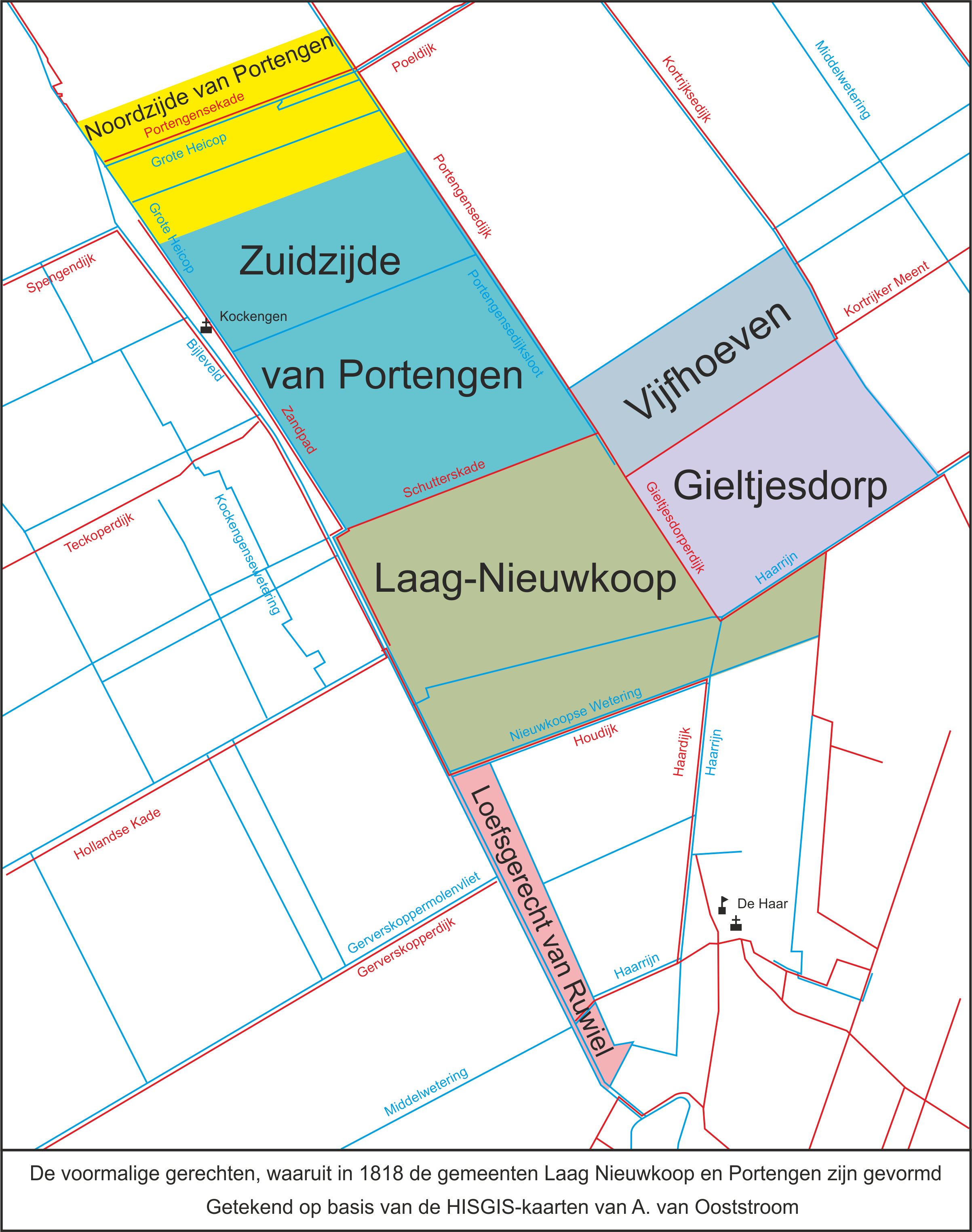

De verschillende namen voor deze heerlijkheid wijst op de verschillende eigenaren die er in de loop der eeuwen zijn geweest.
In 1798 wordt er uit elf gerechten, waaronder Portengen-Noordeinde een gemeente Breukelen gevormd. In 1801 wordt deze gemeente opgeheven en wordt de oude situatie hersteld. Op 1 januari 1812 wordt er opnieuw een gemeente Breukelen gevormd, nu uit tien voormalige gerechten. Op 1 januari 1818 wordt deze gemeente Breukelen opgedeeld in vijf nieuwe gemeentes, waaronder Portengen-Noordeinde onder de naam van Portengen. Op 8 september 1857 wordt de gemeente opgeheven en gevoegd bij Breukelen-Nijenrode. Op 1 januari 1949 gaat Breukelen-Nijenrode en dus ook Portengen-Noordeinde op in de gemeente Breukelen. Op 1 januari 2011 komt alles bij Stichtse Vecht.